# Pyramidales Prinzip
Das Pyramidale Prinzip ist ein Kommunikationskonzept, das von der ehemaligen McKinsey-Mitarbeiterin Barbara Minto entwickelt wurde. Es kann für persönliche Kommunikation, Vorträge, Präsentationen, Briefe, Berichte oder jegliche andere denkbare Form von Kommunikation genutzt werden.
Das Pyramidale Prinzip steht dem Zielsatzprinzip oder Trichtermodell entgegen.

## Das Prinzip

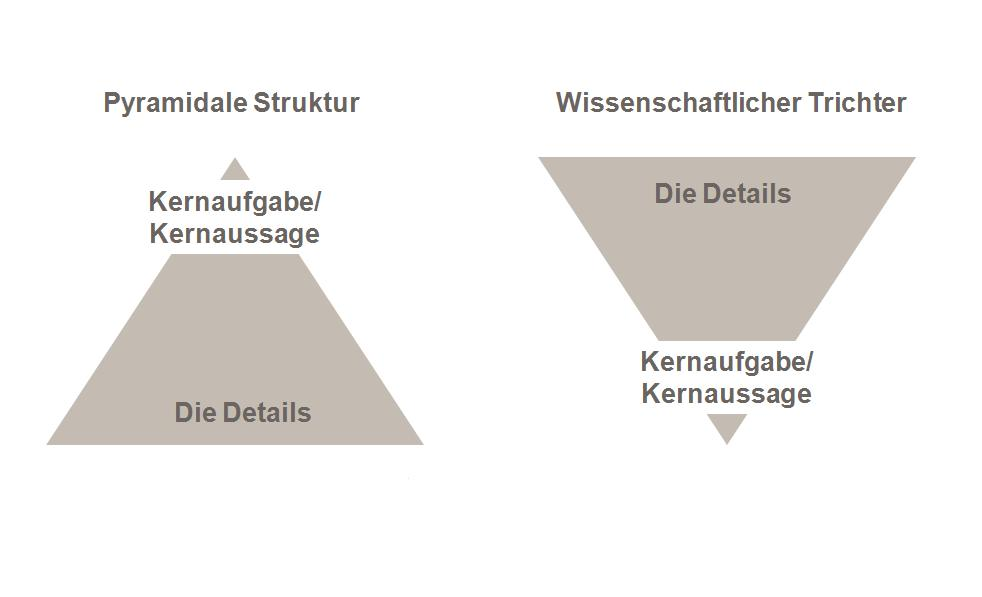
Pyramidale Struktur vs. Trichter

Kommunikation nach dem Pyramidalen Prinzip beginnt immer mit der Kernaussage. Diese wird dann mit Details untermauert. Das Zielsatzprinzip oder das Trichtermodell stellen dagegen die Kernaussage an das Ende des Textes, der Präsentation, des Gesprächs usw. (zumindest laut Minto). Das Zielsatzprinzip steht für das Überzeugen des Informationsempfängers während das pyramidalen Prinzip das Informieren des Informationsempfängers in den Vordergrund stellt.
Der pyramidale Aufbau stellt das Ergebnis in den Vordergrund und findet oft im Geschäftsleben Anwendung. Insbesondere Beratungsunternehmen nutzen das Pyramidale Prinzip, um Kunden ihre Ergebnisse zu präsentieren.  "To make it Minto" ist teilweise schon als Redewendung in Unternehmenskulturen eingegangen.

Im Unterschied dazu betont das Trichtermodell den Erkenntnisprozess. Dieses Trichtermodell oder Zielsatzprinzip von Stefan Wachtel bietet sich an, wenn der Prozess wichtiger ist als das Ergebnis. Dies ist vor allem in mündlichen Überzeugungsprozessen in Reden und Antwort der Fall, auch in pointierten Texten, sogar in Pressetexten, die klassischerweise pyramidal aufgebaut sind; Protagonist ist Gabor Steingart mit seinem „Morning Briefing“.  

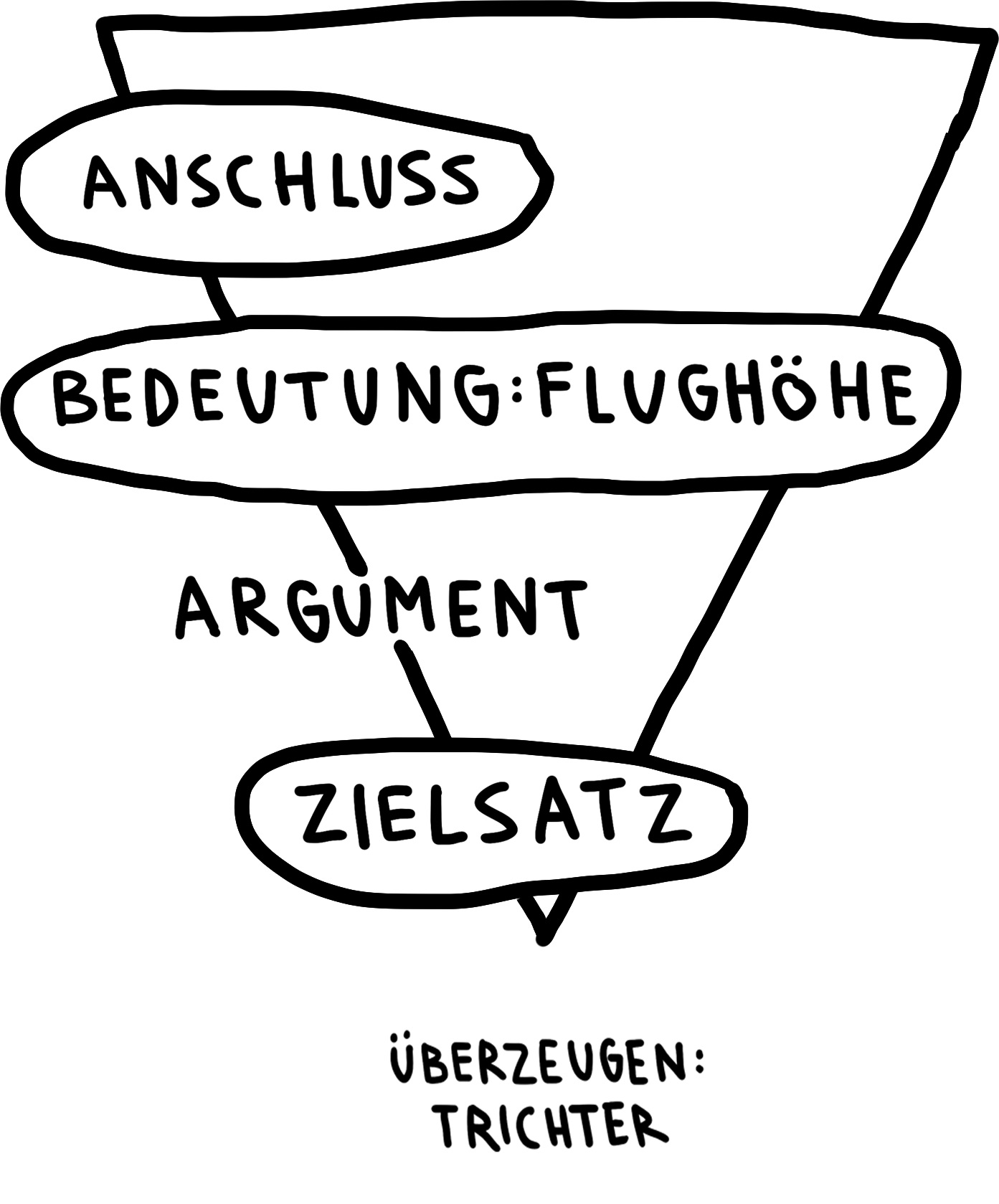
Das Trichtermodell oder Zielsatzprinzip nach Stefan Wachtel

## Anwendungsregeln

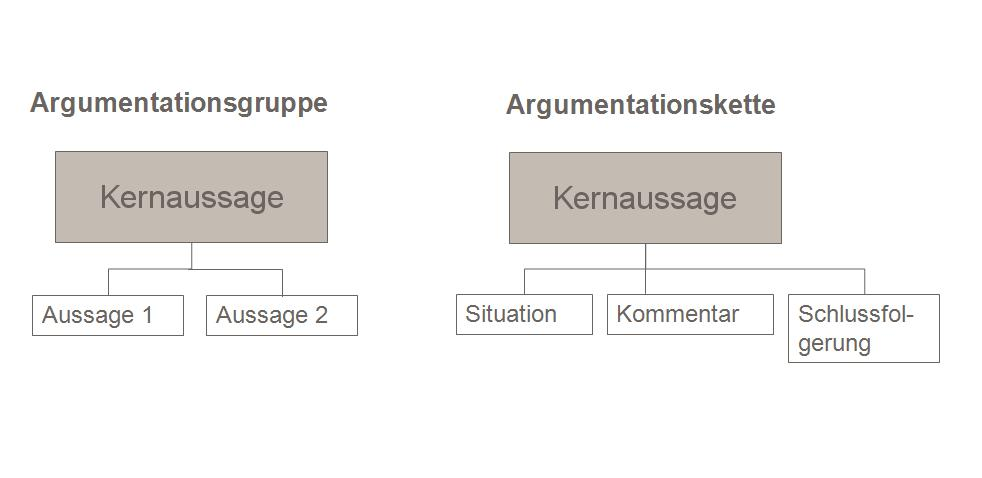
Argumentationskette und Argumentationsgruppe

Das Pyramidale Kommunikationskonzept kennt zwei Argumentationsprinzipien.

### Argumentationsgruppen
Argumentationsgruppen bieten sich dann an, wenn allgemeiner Konsens zu einem Thema herrscht. Die Kernaussage wird durch parallele Aussagen detailliert und gestützt.
Alle Aussagen auf einer Ebene müssen dabei das GÜTE-Siegel (engl. MECE) tragen.
GÜTE steht für:
- Gleichartig
- überschneidungsfrei
- treffend
- erschöpfend.

Barbara Minto hatte bereits in den 1970er-Jahren die Anforderungen überschneidungsfrei und erschöpfend für die pyramidale Gruppe definiert. Mit dem GÜTE-Siegel hat Roland Berger in den 1990er Jahren zwei weitere Anforderungen ergänzt – gleichartig und treffend. Axel Schoof und Karin Binder haben zwei weitere Kriterien in ein Akronym aufgenommen: Es dürfen maximal sieben parallele Aussagen nebeneinander stehen, sofern keine bekannte Standardstruktur verwendet wird. Als weitere Anforderung soll mit der für den Empfänger wichtigsten Aussage angefangen werden, danach werden die Aussagen immer unwichtiger.

### Argumentationsketten
Argumentationsketten eignen sich dann, wenn über ein Thema Dissens herrscht oder allgemeine Skepsis überwiegt. Argumentationsketten begründen die Kernaussage. Nachdem die Kernaussage genannt wurde, wird die aktuelle Situation genannt, diese kommentiert und daraufhin die die Kernaussage begründende Schlussfolgerung/Problemlösung genannt.
Ebenso ist es möglich, Ketten und Gruppen zu kombinieren. So können beispielsweise einzelne Elemente einer Argumentationsgruppe durch eine Argumentationskette erläutert oder einzelne Elemente einer Argumentationskette durch Argumentationsgruppen detailliert werden. Argumentationsketten kommen ebenso im Pendant des Pyramidalen Prinzips vor.

## Kritik
Insbesondere werden zwei Nachteile des Pyramidalen Prinzips gesehen: Das Pyramidale Prinzip dient ausschließlich der Sachverhaltsdarstellung, es kommt kein Zugang zu Menschen vor. Stefan Wachtel nennt es „antikommunikativ“. Da die Kernaussage zuerst genannt wird, hilft das Pyramidale Prinzip nicht, die Kernaussage aufzubauen. 